# فيكتور اولوفسون
فيكتور اولوفسون (بالسويدية: Victor Olofsson)‏ هو لاعب هوكي الجليد سويدي، ولد في 18 يوليو 1995 في أورنشولدسفيك في السويد.

## وصلات خارجية
- فيكتور اولوفسون على موقع دوري الهوكي الوطني (الإنجليزية)
- فيكتور اولوفسون على موقع EliteProspects.com (الإنجليزية)
- فيكتور اولوفسون على موقع Eurohockey.com (الإنجليزية)
- فيكتور اولوفسون على موقع HockeyDB.com (الإنجليزية)
- فيكتور اولوفسون على موقع Hockey-Reference.com (الإنجليزية)